# ハウンド・ドッグ・テイラー
ハウンド・ドッグ・テイラー (Hound Dog Taylor 1915年4月12日 - 1975年12月17日) は、アメリカ合衆国のブルース・ギタリスト、シンガー。エルモア・ジェームス直系の荒削りで豪快なスライド・ギターが特長。ハウンド・ドッグ・テイラー＆ザ・ハウスロッカーズを結成して活動し、晩年になってからアリゲーター・レコードからリリースしたアルバムにより注目を集める。
ハウスロッカーズはツイン・ギターとドラムスのトリオ形式で、ベーシストがいない変則的な編成。ここから繰り出されるサウンドは、セカンド・ギターのブリュワー・フィリップスがギタリストでありながらベーシスト的なプレイもするユニークなものであった。

## 来歴
1915年、ミシシッピ州ナッチェスに生まれる。ギターを弾き始めたのは20歳の頃であった。小作人として農業に従事する傍らミシシッピ州のジュークジョイントでプレイをしていたが、1942年にシカゴに移住する。
シカゴではサウスサイド、ウェストサイドを中心にプレイするようになった。フレディ・キングのインスト・ナンバー"Hideaway"は、テイラーがこの頃シカゴのクラブで演奏していたものをキングが聴き、自分のレパートリーに取り入れたと言われている。
1960年には零細レーベル、ビー&ベイビーから、1962年にはファーマよりシングルをリリースしシカゴのシーンで人気を博すが、彼の存在が広く知られるには至らなかった。
1967年にはチェス・レコード傘下のチェッカーにもレコーディングを行っているが、当時はリリースされなかった。この頃アメリカン・フォーク・ブルース・フェスティバルのバンド・メンバーとしてヨーロッパ・ツアーも経験しているがあくまでもサポート役であり、注目を浴びるには至っていない。
1970年、ミシガン州のアンアーバー・ブルース・フェスティバルに出演する。翌1971年、テイラーとハウスロッカーズはアリゲーター・レコードからアルバム・デビューを果たした。
アリゲーターは、レーベルの創設者のブルース・イグロアがテイラーのレコードをリリースするために立ち上げたレーベルであった。彼はそれまではデルマーク・レコードに勤務していたが、テイラーのレコードをデルマークでリリースすることを進言したものの断られたため、自己のレーベル設立に至った。
テイラーは、1973年にはセカンド・アルバムNatural Boogieをリリースし、1975年にはライブ盤Be Ware of the Dog!のリリースを準備していたものの、同年シカゴでガンのため死去。同作は彼の死去後にリリースとなった。
1982年、ハウスロッカーズの未発表曲集Genuine Houserocking Musicがリリースされ、グラミー賞にノミネートされる。
2004年になって、未発表ライブ音源集Release the Hound （邦題: この猟犬スライドに憑き）がリリースされ、再度注目を集めた。同作は、2004年のブルース・ミュージック・アウォードの歴史的アルバム賞を受賞している。

## ディスコグラフィー
- 1971年 Hound Dog Taylor and the Houserockers (Alligator)
- 1973年 Natural Boogie (Alligator)
- 1975年 Beware of the Dog! (Alligator)
- 1982年 Genuine Houserocking Music (Alligator)
- 2004年 Release the Hound (Alligator)

## 使用楽器
KAWAI SH-40V

KAWAI S-180

Teisco